# Castelmagno (formatge)
El castelmagno és un formatge de pasta premsada no cuita italià, fet principalment de la llet de vaca amb possible addició de llet d'ovella o de cabra en petites quantitats. Elaborat en els municipis Castelmagno, Pradleves i Monterosso Grana de la província de Cuneo. Des de 1996, el nom de castelmagno està protegit per la marca de qualitat europea DOP.
La quallada, obtinguda per l'addició a la llet parcialment desnatada de quall de vedella a una temperatura compresa entre 35 i
38 °C, se sotmet a premsat en els motlles adequats. Quan el formatge ha agafat la forma, es torna a trinxar, se sala i es torna emmotllar. Es madura durant diversos mesos en grutes naturals fresques i humides.

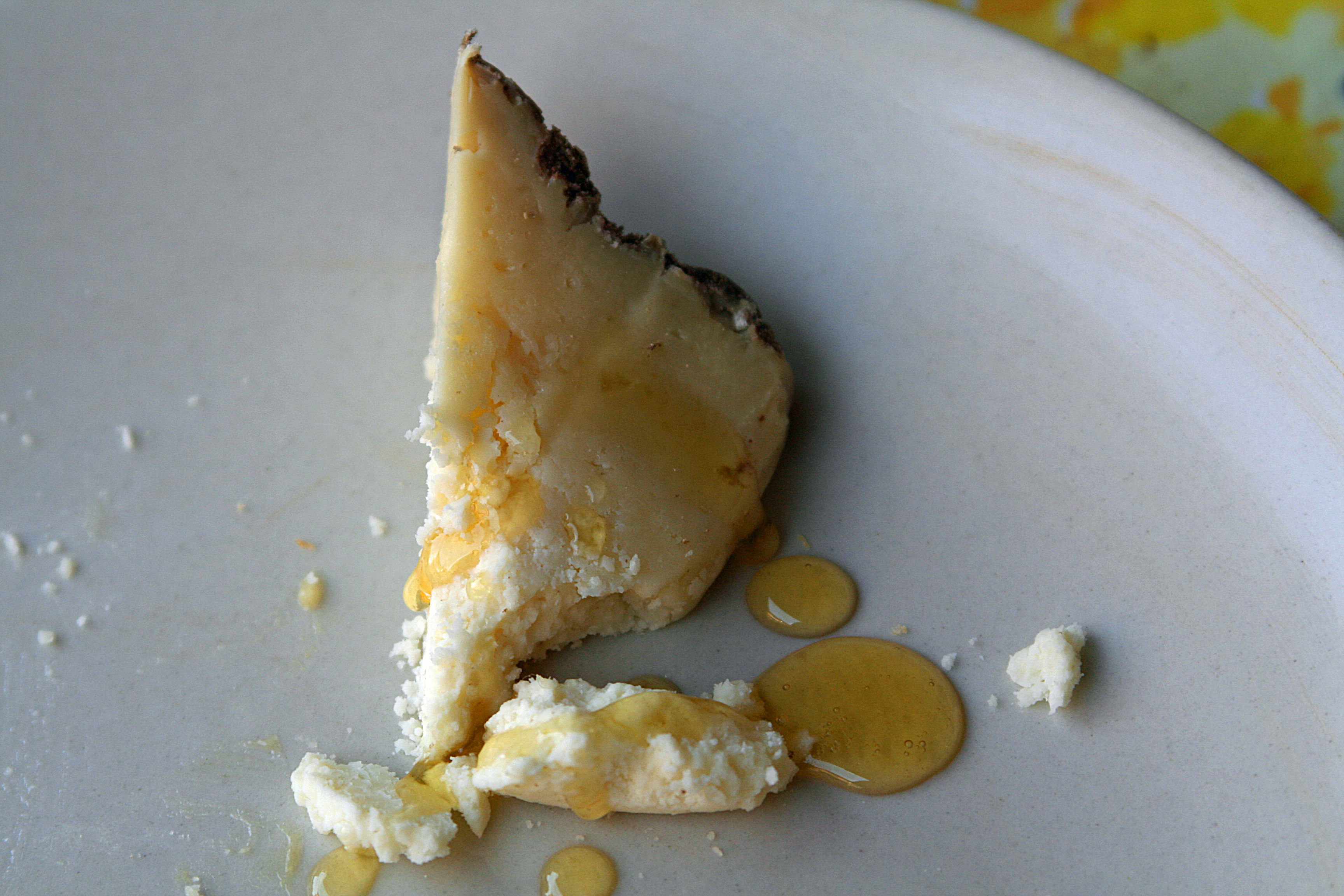
Castelmagno amb mel

Amb la llet de les vaques piemonteses, tradicionalment s'ha fomentat la proliferació del vetejat blau a través de les esquerdes de la pell i la pasta. Però actualment es ven la major part abans que hi aparegui el fong blau natural. La seva escorça és dura i arrugada, l'interior és blanc groguenc i molt fràgil o trencadís al centre. De jove és delicat, però amb la maduració es va tornant fort i de sabor intens.
El primer registre oficial del castelmagno data de 1277, quan va ser esmentat com a unitat d'intercanvi comercial. La seva producció va romandre estable durant segles i alguns fins i tot es van exportar a París i Londres, però a principis de la dècada dels cinquanta la seva demanda es va reduir considerablement. Reconeixent la importància de conservar una part de la història del lloc, es va formar una associació per protegir el castelmagno i va adquirir caràcter oficial sota el sistema DOC el 1982.